# Scaptia ricardoae
Scaptia ricardoae är en tvåvingeart som först beskrevs av Frederick Wollaston Hutton 1901.  Scaptia ricardoae ingår i släktet Scaptia och familjen bromsar. Inga underarter finns listade i Catalogue of Life.